# Ganden Tripa
Il Ganden Tripa (དགའ་ལྡན་ཁྲི་པ, dga’ ldan khri pa; lett. "Colui che sta sul trono (ཁྲི་པ) del [monastero] di dga ldan) è la guida della tradizione buddista tibetana dge lugs, una tradizione di lignaggio ininterrotto, considerati successori del dotto e mistico Tsong kha pa (ཙོང་ཁ་པ, Tsongkhapa, 1357-1419), altrimenti conosciuto con il nome monastico di Blo bzang grags pa (བློ་བཟང་གྲགས་པ, Losang Drakpa), il bla ma che fondò il monastero di Ganden (Ri bo dga'ldan, རི་བོ་དགའ་ལྡན་, a 45 km a est di Lhasa) nel 1409 e con esso la stessa tradizione  dge lugs.
L'originario impianto dottrinale di questa tradizione lo dobbiamo, oltre al già menzionato fondatore Tsong kha pa, ai due suoi più importanti seguaci e primi due dga 'ldan khri pas: Rgyal tshab Dar ma rin chen (རྒྱལ་ཚབ་དར་མ་རིན་ཆེན, Gyaltsap Darma Rinchen, 1364–1432) e Mkhas grub Dge legs dpal bzang (མཁས་གྲུབ་དགེ་ལེགས་དཔལ་བཟང, Kedrup Gelek Palsang, 1385–1438) i quali, unitamente al loro maestro, verranno appellati come rje yab sras gsum (རྗེ་ཡབ་སྲས་གསུམ, "il signore e i suoi due figli spirituali").
Allo stato attuale il successore di un dga’ ldan khri pa viene stabilito dal Dalai Lama, ogni sette anni, in base a un meccanismo pressoché automatico di meritocrazia, scegliendo da un gruppo di importanti ed eruditi bla ma.
Il metodo con cui avviene la selezione di questo lignaggio di grandi maestri non è quindi ereditario, né si basa sulla dottrina dello sprul sku, ma si fonda esclusivamente su un processo di studio e pratica estremamente vasti e profondi e attraverso l'esperienza di servire con competenza l'istituzione monastica, fino a occupare la posizione di abate di uno dei due collegi tantrici: rgyud stod (རྒྱུད་སྟོད) e rgyud smad (རྒྱུད་སྨད).

## Lista deidga’ ldan khri pa

### 1–25
|     | Nome                         | Anno di nascita-morte | Ganden Tripa  | Traslitterazione Wylie               | Ulteriori titoli                           |
| --- | ---------------------------- | --------------------- | ------------- | ------------------------------------ | ------------------------------------------ |
| 1.  | Tsongkhapa, Lobsang Dragpa   | 1357–1419             | 1409–1419     | tsong kha pa, blo bzang grags pa     | Je Rinpoche (rje rin po che)               |
| 2.  | Dharma Rinchen               | 1364–1432             | 1419–1431     | dar ma rin chen                      | Gyeltshab Je (rgyal tshab rje)             |
| 3.  | Khedrub Geleg Pelsang        | 1385–1438             | 1431–1438     | mkhas grub rje dge legs dpal bzang   | 1. Penchen Lama                            |
| 4.  | Shalu Lochen Legpa Gyeltshen | 1375–1450             | 1438–1450     | zhwa lu lo chen legs pa rgyal mtshan | –                                          |
| 5.  | Lodrö Chökyong               | 1389–1463             | 1450–1463     | blo gros chos skyong                 | –                                          |
| 6.  | Chökyi Gyeltshen             | 1402–1473             | 1463–1473     | chos kyi rgyal mtshan                | 1. Tatshag Rinpoche (rta tshag rin po che) |
| 7.  | Lodrö Tenpa                  | 1402–1476             | 1473–1476(79) | blo gros brtan pa                    | –                                          |
| 8.  | Mönlam Legpe Lodrö           | 1414–1491             | 1480–1489     | smon lam legs pa'i blo gros          | –                                          |
| 9.  | Lobsang Nyima                | 1439–1492             | 1490–1492     | blo bzang nyi ma                     | –                                          |
| 10. | Yeshe Sangpo                 | 1415–1498             | 1492–1498     | ye shes bzang po                     | –                                          |
| 11. | Lobsang Dragpa               | 1422/1429–1511        | 1499–1511     | blo bzang grags pa                   | –                                          |
| 12. | Jamyang Legpe Lodrö          | 1450–1530             | 1511–1516     | jam dbyangs legs pa'i blo gros       | –                                          |
| 13. | Chökyi Shenyen (Dharmamitra) | 1453–1540             | 1516–1521     | chos kyi bshes gnyen                 | –                                          |
| 14. | Rinchen Öser                 | 1453–1540             | 1522–1528     | rin chen 'od zer                     | –                                          |
| 15. | Penchen Sönam Dragpa         | 1478–1554             | 1529–1535     | pan chen bsod nams grags pa          | (gzims khang gong ma)                      |
| 16. | Chökyong Gyatsho             | 1473–1539             | 1534–1539     | chos skyong rgya mtsho               | 4. Lab Kyabgön (lab skyabs mgon)           |
| 17. | Dorje Sangpo                 | 1491–1554             | 1539–1546     | rdo rje bzang po                     | –                                          |
| 18. | Gyeltshen Sangpo             | 1497–1548             | 1546–1548     | rgyal mtshan bzang po                | –                                          |
| 19. | Ngawang Chödrag              | 1501–1551/1552        | 1548–1552     | ngag dbang chos grags                | –                                          |
| 20. | Chödrag Sangpo               | 1493–1559             | 1552–1559     | chos grags bzang po                  | –                                          |
| 21. | Geleg Pelsang                | 1505–1567             | 1559–1565     | dge legs dpal bzang                  | –                                          |
| 22. | Gendün Tenpa Dargye          | 1493–1568             | 1565–1568     | dge 'dun bstan pa dar rgyas          | –                                          |
| 23. | Tsheten Gyatsho              | 1520–1576             | 1568–1575     | tshe brtan rgya mtsho                | –                                          |
| 24. | Champa Gyatsho               | 1516–1590             | 1575–1582     | byams pa rgya mtsho                  | –                                          |
| 25. | Peljor Gyatsho               | 1526–1599             | 1582–?        | dpal 'byor rgya mtsho                | –                                          |

### 26–50
|     | Nome                     | Anno di nascita-morte | Ganden Tripa        | Traslitterazione Wylie           | Ulteriori titoli |
| --- | ------------------------ | --------------------- | ------------------- | -------------------------------- | ---------------- |
| 26. | Damchö Pelbar            | 1523/1546–1599        | 1589–1596           | dam chos dpal 'bar               | –                |
| 27. | Sanggye Rinchen          | 1540–1612             | 1596–1603           | sangs rgyas rin chen             | –                |
| 28. | Gendün Gyeltshen         | 1532–1605/1607        | 1603–?              | dge 'dun rgyal mtshan            | –                |
| 29. | Shenyen Dragpa           | 1545–1615             | 1607–1615           | bshes gnyen grags pa             | –                |
| 30. | Lodrö Gyatsho            | 1546–1618             | 1615–1618           | blo gros rgya mtsho              | 5. Lab Kyabgön   |
| 31. | Damchö Pelsang           | 1546–1620             | 1618–1620           | dam chos dpal bzang              | –                |
| 32. | Tshülthrim Chöphel       | 1561–1623             | 1620–1623           | tshul khrims chos 'phel          | –                |
| 33. | Dragpa Gyatsho           | 1555–1627             | 1623–1627           | grags pa rgya mtsho              | –                |
| 34. | Ngawang Chökyi Gyeltshen | 1571/1575–1625/1629   | 1623, 1627/1628(?)  | ngag dbang chos kyi rgyal mtshan | –                |
| 35. | Könchog Chöphel          | 1573–1644             | 1626–1637           | dkon mchog chos 'phel            | –                |
| 36. | Tendzin Legshe           | ?–1664                | 1638?               | bstan 'dzin legs bshad           | –                |
| 37. | Gendün Rinchen Gyeltshen | 1571–1642             | 1638–1642           | dge 'dun rin chen rgyal mtshan   | –                |
| 38. | Tenpa Gyeltshen          | ?–1647                | 1643–1647           | bstan pa rgyal mtshan            | –                |
| 39. | Könchog Chösang          | ?–1672/1673           | 1644(?)/1648–1654   | dkon mchog chos bzang            | –                |
| 40. | Pelden Gyeltshen         | 1601–1674             | 1651/1654/1655–1662 | dpal ldan rgyal mtshan           | –                |
| 41. | Lobsang Gyeltshen        | 1599/1600–1672        | 1658/1662–1668      | blo bzang rgyal mtshan           | –                |
| 42. | Lobsang Dönyö            | 1602–1678             | 1668–1675           | blo bzang don yod                | Namdak Dorje     |
| 43. | Champa Trashi            | 1618–1684             | 1675–1681           | byams pa bkra shis               | –                |
| 44. | Ngawang Lodrö Gyatsho    | 1635–1688             | 1682–1685           | ngag dbang blo gros rgya mtsho   | –                |
| 45. | Tshülthrim Dargye        | 1632–?                | 1685/1695–1692/1699 | tshul khrims dar rgyas           | –                |
| 46. | Ngawang Pelsang          | 1629–1695             | ?                   | ngag dbang dpal bzang            | Chinpa Gyatsho   |
| 47. | Lobsang Chöphel          | XVII sec.             | 1699–1701           | blo bzang chos 'phel             | –                |
| 48. | Döndrub Gyatsho          | XVII sec.             | 1702–1708           | don grub rgya mtsho              | –                |
| 49. | Lobsang Dargye           | XVII sec.             | 1708–1715           | blo bzang dar rgyas              | –                |
| 50. | Gendün Phüntshog         | ?–1724                | 1715–1722           | dge 'dun phun tshogs             | –                |

### 51–75
|     | Nome                              | Anno di nascita-morte | Ganden Tripa    | Traslitterazione Wylie                       | Ulteriori titoli                |
| --- | --------------------------------- | --------------------- | --------------- | -------------------------------------------- | ------------------------------- |
| 51. | Pelden Dragpa                     | ?–1729                | 1722–1729       | dpal ldan grags pa                           | 1. hor tshang gser khri         |
| 52. | Ngawang Tshephel                  | 1668–1734             | 1730–1732       | ngag dbang tshe 'phel                        | –                               |
| 53. | Gyeltshen Sengge                  | 1678–1756             | 1732–1739       | rgyal mtshan seng ge                         | 1. gtsos khri sprul             |
| 54. | Ngawang Chogden                   | 1677–1751             | 1739–1746       | ngag dbang mchog ldan                        | 1. Reting Rinpoche (rwa sgreng) |
| 55. | Ngawang Namkha Sangpo             | 1690–1749/1750        | 1746–1749/1750  | ngag dbang nam mkha' bzang po                | 1. Samtsha Rinpoche             |
| 56. | Lobsang Drime                     | 1683–?                | 1750–1757       | blo bzang dri med                            | –                               |
| 57. | Samten Phüntshog                  | 1703–1770             | 1757–1764       | bsam gtan phun tshogs                        | –                               |
| 58. | Chakyung Ngawang Chödrag          | 1707–1778             | 1764–1778?      | bya khyung ngag dbang chos grags             | –                               |
| 59. | Chusang Ngawang Chödrag           | 1710–1772             | 1771–1772?      | chu bzang ngag dbang chos grags              | –                               |
| 60. | Lobsang Tenpa                     | 1725–?                | 6 Jahre         | blo bzang bstan pa                           | –                               |
| 61. | Ngawang Tshülthrim                | 1721–1791             | 1778–1785       | ngag dbang tshul khrims                      | 1. Tshemön Ling                 |
| 62. | Lobsang Mönlam                    | 1729–1798             | 1785–1793       | blo bzang smon lam                           | –                               |
| 63. | Lobsang Khechog                   | 1736–1792             | 1792 (6 Monate) | blo bzang mkhas mchog                        | –                               |
| 64. | Lobsang Trashi                    | 1739–1801             | 1794–1801       | blo bzang bkra shis                          | –                               |
| 65. | Gendün Tshülthrim                 | 1744–1807             | ?               | dge 'dun tshul khrims                        | –                               |
| 66. | Ngawang Nyendrag                  | 1746–1824             | 1807–1814       | ngag dbang snyan grags                       | –                               |
| 67. | Jamyang Mönlam                    | 1750–1814/1817        | 1814 (3 Monate) | 'jam dbyangs smon lam                        | –                               |
| 68. | Lobsang Geleg                     | 1757–1816             | 1815–1816       | blo bzang dge legs                           | –                               |
| 69. | Changchub Chöphel                 | 1756–1838             | 1816–1822       | byang chub chos 'phel                        | –                               |
| 70. | Ngawang Chöphel                   | 1760–1839             | 1822–1828       | ngag dbang chos 'phel                        | stag brag pandi ta, 1.stag brag |
| 71. | Yeshe Thardo                      | 1756–1829/1830        | 1829–1830       | ye shes thar 'dod                            | –                               |
| 72. | Jampel Tshülthrim                 | XIX sec.              | 1831–1837       | 'jam dpal tshul khrims                       | 1. khams lung                   |
| 73. | Ngawang Jampel Tshülthrim Gyatsho | 1792–1862/1864        | 1837–1843       | ngag dbang 'jam dpal tshul khrims rgya mtsho | 2. Tshemön Ling                 |
| 74. | Lobsang Lhündrub                  | XIX sec.              | ?               | blo bzang lhun grub                          | –                               |
| 75. | Ngawang Lungtog Yönten Gyatsho    | XIX sec. –1853?       | 1850–1853       | ngag dbang lung rtogs yon tan rgya mtsho     | –                               |

### 76–103
|      | Nome                                | Anno di nascita-morte | Ganden Tripa   | Traslitterazione Wylie                          | Ulteriori titoli          |  |
| ---- | ----------------------------------- | --------------------- | -------------- | ----------------------------------------------- | ------------------------- |  |
| 76.  | Lobsang Khyenrab Wangchug           | ?–1872                | 1853–1870      | blo bzang mkhyen rab dbang phyug                | –                         |  |
| 77.  | Tshülthrim Dargye                   | ?                     | 1859?–1864?    | tshul khrims dar rgyas                          | –                         |  |
| 78.  | Jamyang Damchö                      | XIX sec.              | 1864?–1869?    | jam dbyangs dam chos                            | –                         |  |
| 79.  | Lobsang Chinpa                      | XIX sec.              | 1869?–1874?    | blo bzang sbyin pa                              | –                         |  |
| 80.  | Dragpa Döndrub                      | XIX sec.              | 1874?–1879?    | grags pa don grub                               | –                         |  |
| 81.  | Ngawang Norbu                       | XIX sec.              | 1879?–1884?    | ngag dbang nor bu                               | –                         |  |
| 82.  | Yeshe Chöphel                       | XIX sec.              | 1884?–1889?    | ye shes chos 'phel                              | –                         |  |
| 83.  | Changchub Namkha                    | XIX sec. .            | 1889?–1894?    | byang chub nam mkha'                            | –                         |  |
| 84.  | Lobsang Tshülthrim                  | XIX sec.              | 1894?–1899?    | blo bzang tshul khrims                          | –                         |  |
| 85.  | Lobsang Tshülthrim Pelden           | 1839–1899/1900        | 1896–1899/1900 | blo bzang tshul khrims dpal ldan                | –                         |  |
| 86.  | Lobsang Gyeltshen                   | 1840–?                | 1900–1907?     | blo bzang rgyal mtshan                          | –                         |  |
| 87.  | Ngawang Lobsang Tenpe Gyeltshen     | 1844–1919             | 1907–1914      | ngag dbang blo bzang bstan pa'i rgyal mtshan    | 3. Tshemön Ling           |  |
| 88.  | Khyenrab Yönten Gyatsho             | XIX sec.              | 1914?–1919     | mkhyen rab yon tan rgya mtsho                   | Drigungpa Khyenrab Yönten |  |
| 89.  | Lobsang Sanggye Gyatsho             | XIX-XX sec.           | 1919?–1924?    | blo bzang snyan grags rgya mtsho                | –                         |  |
| 90.  | Champa Chödrag                      | 1876–1937/1947        | 1920/1921–1926 | byams pa chos grags                             | –                         |  |
| 91.  | Lobsang Gyeltshen                   | ?–1932                | 1927–1932      | blo bzang rgyal mtshan                          | –                         |  |
| 92.  | Thubten Nyinche                     | ?–1933?               | 1933           | thub bstan nyin byed                            | 1. gtsang pa khri sprul   |  |
| 93.  | Yeshe Wangden                       | XX sec.               | 1933–1939      | ye shes dbang ldan                              | 1. mi nyag khri sprul     |  |
| 94.  | Lhündrub Tsöndrü                    | ?–1949                | 1940–1946      | lhun grub brtson 'grus                          | Shangpa Lhündrub Tsöndrü  |  |
| 95.  | Trashi Tongthün                     | XX sec.               | 1947–1953      | bkra shis stong thun                            | –                         |  |
| 96.  | Thubten Künga                       | 1891–1964             | 1954/1958–1964 | thub bstan kun dga                              | –                         |  |
| 97.  | Thubten Lungtog Tendzin Thrinle     | 1903–1983             | 1965–          | thub bstan lung rtogs bstan 'dzin 'phrin las    | Ling Rinpoche             |  |
| 98.  | Jampel Shenpen                      | 1919–1988/1989?       | ?              | 'jam dpal gzhan phan                            | –                         |  |
| 99.  | Yeshe Dönden                        | ?–1995                | ?              | ye shes don ldan                                | –                         |  |
| 100. | Lobsang Nyima                       | 1928                  | 1995–2003      | blo bzang nyi ma                                | –                         |  |
| 101. | Lungrig Namgyel                     | 1927                  | 2003–2009      | lung rig rnam rgyal                             | 2. ri rdzong sras sprul   |  |
| 102. | Thubten Nyima Lungtog Tendzin Norbu | 1937-                 | 2009–2016      | thub bstan nyi ma lung rtogs bstan 'dzin nor bu | Rizong Rinpoche           |  |
| 103. | Jetsun Lobsang Tenzin               | 1937                  | 2017           |                                                 |                           |  |